# Stebne (obwód czerkaski)
Stebne (ukr. Стебне) – wieś na Ukrainie, w obwodzie czerkaskim, w rejonie zwinogródzkim. W 2001 roku liczyła 1430 mieszkańców.
Przed sowiecką reformą administracyjną siedziba gminy Stebne powiatu zwinogródzkiego.